# Національний інститут соціального забезпечення (Італія)
Національний інститут соціального забезпечення ( італ. Istituto nazionale della previdenza sociale  </link> , INPS ) є головною організацією італійської державної пенсійної системи.Усі наймані робітники та більшість самозайнятих осіб, які не мають належного автономного фонду соціального страхування, повинні бути підписані на INPS.Підприємство перебуває під наглядом Міністерства праці та соціальної політики.
Його основною діяльністю є забезпечення державних послуг, пов’язаних із соціальними виплатами відповідно до ст.38 Конституції Італії та спеціальні закони про обов'язкове соціальне страхування .

## історія
У 1898 році Cassa nazionale di previdenza per l'invalidità e la vecchiaia degli operai («Національний фонд соціального забезпечення інвалідів та старості робітників») було засновано як добровільне об’єднання,об’єднане за рахунок внесків держави та підприємців.У 1919 році воно стало обов'язковим згідно з законодавчим указом н.603 від 21 квітня 1919 р., н.603.  Цей декрет ще чекав на перетворення Палатою закону. 5 лютого 1920 року декрет був представлений міністром Карло Феррарісом, а наступного 25 червня його знову представив міністр Артуро Лабріола з Кабінету Джолітті V.Його було перетворено лише в 1923 році через указ, який надав цьому положенню законної сили. Організація була перейменована на Cassa nazionale per le assicurazioni sociali  («Національний фонд соціального страхування»).

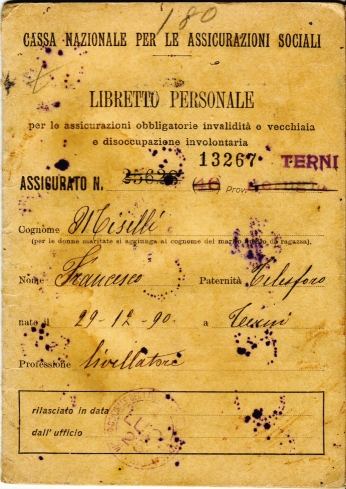
«Особиста книжечка», видана офісом CNAS у Терні 1º липня 1925 р.

Кабінет Муссоліні змінив Національний фонд на Istituto nazionale fascista della previdenza sociale («Національний фашистський інститут соціального забезпечення») або INFPS.  Його першим президентом був Джузеппе Боттаї, наступником якого в 1935 році став Бруно Бьяджі.
Подальші втручання італійських законодавців значно розширили цілі інституту,якому було доручено управління першими втручаннями на користь доходу ще в 1939 році.У 1944 році інститут став Istituto nazionale della previdenza sociale, державною організацією з юридичною особою та автономним управлінням. 
У період 1968–1972 років італійська держава запровадила пенсії за вислугу років і соціальні пенсії для кожного громадянина старше 65 років і нижче певного порогу доходу.Запроваджено надзвичайний фонд доплати до заробітної плати та достроковий вихід на пенсію,а також податкові пільги для виробництва. 
У 1978 році було створено Національну службу охорони здоров’я ( Servizio Sanitario Nazionale ),і INPS було доручено збирати внески від хвороби та виплачувати відповідні допомоги. 
Закон н. 88 від 9 березня 1989 року реформував INPS і фінансово розділив допомогу від соціального страхування. З дев'яностих років різні установи соціального забезпечення категорій, менеджерів і деяких професійних орденів були об'єднані в INPS,з припущенням останнього відповідних боргів і заощаджень на адміністративних витратах, що випливають з управління пенсіями одним органом.
З 1992 року реформи були спрямовані на стримування бульбашки соціального забезпечення,спричиненої щедрими реформами сімдесятих років, такими як дитячі пенсії, пенсії за віком і завищені пенсії .
У 1995 році було запроваджено відокремлене управління,обов'язкове для автономних і парапідпорядкованих працівників .
Законодавчий указ н. 201 від 6 грудня 2011 року, відомий як «Salva Italia» («Порятунок Італії»),наказав включити INPDAP та ENPALS до INPS, передавши їм відповідні функції та збільшивши кількість підписників на кошти INPS до 95% італійських працівників. Цим новим законом було підтверджено перехід від корпоративної моделі соціального забезпечення до універсальної, розпочатої з реформою Dini.

## Опис

### Система фінансування
INPS надає пенсії та інші послуги соціального забезпечення з податками  які отримують близько 70% від обов'язкових внесків на обов'язкове страхування та для решти 30% через прямі трансферти держави .

### Адміністрація
Вітторіо Конті був президентом INPS з 1 лютого 2014 року комісаром після відставки Антоніо Мастрапаскуа. 1 жовтня 2014 року Тіціано Треу став президентом як надзвичайний уповноважений.  24 грудня 2014 колишній прем'єр-міністр Маттео Ренці оголосив про призначення економіста Тіто Боері новим президентом INPS.
Під час засідання Ради міністрів 21 травня 2019 року Паскуале Трідіко було обрано президентом INPS.

### Назва на мовах меншин Італії
В італійських регіонах, де існує двомовність,назва та абревіатура INPS перекладаються :
- У Валле-д'Аоста, двомовна італійська/французька, Національний інститут соціальних попереджень (INPS)
- У Південному Тіролі, двомовна італійська/німецька, Nationalinstitut für Soziale Fürsorge (NISF)

## Діяльності

### Адміністрування та управління соціальним забезпеченням

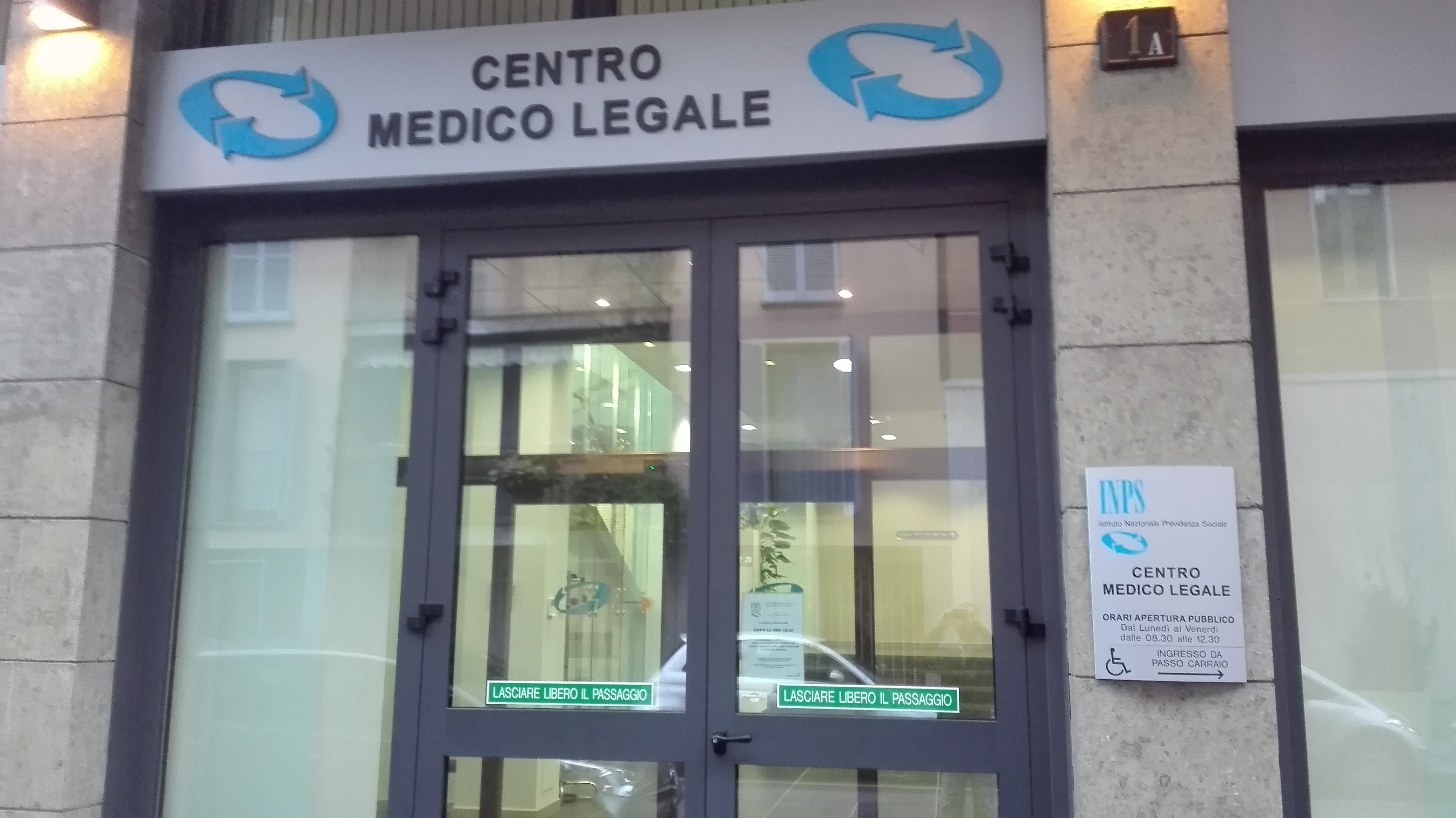
Юридичний медичний центр INPS в Мілані

Основною діяльністю INPS є надання пенсій та інших послуг соціального забезпечення тим, хто має право.Він також займається збором внесків.
Послуги ґрунтуються на обов'язкових страхових відносинах і фінансуються за рахунок внесків найманих працівників,визначених у відсотках від заробітної плати.

### Управління послугами підтримки доходу
Разом з пенсіями інститут оплачує всі послуги,що підтримують дохід, такі як :
- Допомога по безробіттю
- Допомога по лікарняному
- Допомога по вагітності та пологах
- Надбавки до сім'ї
- Інтервенції звичайного та надзвичайного фонду доплат до заробітної плати
- Інтервенції гарантійного фонду для вихідних пакетів
- Заходи проти туберкульозу
- Втручання для санаторно-курортного лікування
- Надбавки на мобільність
- Втручання щодо безробіття в сільській місцевості
- Втручання згідно із законом n. 104 від 2 травня 1990 року
- Оплата послуг допомоги, що надаються комуною (чек після третього сина)
- Декларації ISEE [10]
- Організація медичних контрольних візитів для приватних працівників
- Управління дозволами на право на надбавку до сімейного осередку

### Добробут
Пенсії «соціального забезпечення» (цивільна інвалідність, інтеграція пенсії при мінімальному лікуванні,соціальна перевірка) розглядаються як втручання держави соціального забезпечення, і ними керує INPS поза страховими відносинами.Ці пенсії в основному фінансуються за рахунок державного фінансування для INPS.

### Огляд
Наглядова діяльність INPS спрямована на контроль точної сплати внесків відповідно до закону,а також дотримання обов'язкових правил на користь працівника.
Вже вимагається законом п.483 від 14 листопада 1992 року цей вид діяльності регулюється самим INPS.  Основними цілями є контраст із ухиленням від сплати внесків, незаявленою зайнятістю та неправомірним отриманням допомоги по соціальному забезпеченню.
INPS видає щорічний оперативний план, спрямований на боротьбу з незареєстрованою зайнятістю та на систематичний контроль регулярності виплат і справедливості внесків (використання пільг) різних суб'єктів, які зобов'язані сплачувати внески.Цей план передбачає точний аналіз території з метою націлювання на зони втручання та види компаній з високим ризиком ухилення, а також визначення товарних секторів, які слід розглядати для перевірки.Було введено нові елементи щодо процесу планування, що підвищило ефективність інспекційних заходів,які проводить інститут.
Новий процес планування плану нагляду передбачає тісну взаємодію з регіональними штабами,які можуть запропонувати конкретні гіпотези інспекційних дій у межах своєї компетенції.
INPS часто виконує свої інспекційні дії спільно з інспекторами праці, командуванням карабінерів з охорони праці,а також INAIL, службою профілактики та безпеки на робочих місцях державних місцевих медичних компаній і Guardia di Finanza.

### Інші види діяльності
INPS здійснює інші види діяльності,що належать до його компетенції, у тому числі :
- Медичні візити для встановлення інвалідності та недієздатності, а також для доступу до санаторно-курортного лікування за угодами з місцевими компаніями
- Ведення баз даних, пов’язаних з розрахунком показника еквівалентного економічного становища, що дозволяє використовувати деякі пільги в соціальних послугах
- Необхідні дії для зняття внесків, включаючи підписку компаній, відкриття страхового рахунку для найнятих і автономних працівників, денонсацію звіту щодо домашньої роботи та видачу страхового рахунку та сертифікаційної заяви
- Надання сертифікованої електронної адреси всім користувачам, підписаним на офіційному веб-сайті INPS. [13]

## Видавництво
INPS видає щоквартальний журнал Informazione previdenziale,який редагується адвокатською діяльністю інституту та присвячений питанням трудових прав і соціального забезпечення.

## Юридичні аспекти
INPS, як державна установа,не декларує прибутки та базується на угоді солідарності між поколіннями. Мета солідарності та відсутність прибутку не формують INPS як компанію.
Згідно з Конституцією Італії, соціальним забезпеченням керує державна організація. Однак «допомога приватного сектору може надаватися вільно»,але ця стаття означає, що опіка соціального забезпечення для працівників є основною метою італійської держави відповідно до її Конституції.
Така організація соціального забезпечення, заснована на державних установах,відповідає принципам прав Європейського співтовариства. Суд Європейського Союзу заявив, що законна монополія на соціальне забезпечення, довірена державним установам, взагалі не є зловживанням домінуючим становищем, і тому вона не може бути оскаржена антимонопольними органами відповідно до статті 86 Договору про ЄС.
Доповіді Європейського Союзу проголошують право на допомогу та соціальне забезпечення у випадку старості, без будь-яких уточнень,чи це право має бути забезпечено державою чи приватними особами. Право на соціальне забезпечення у випадку старості не має спеціального чи спеціального регулювання, але воно поєднується із захистом у таких випадках, як материнство,хвороба чи нещасні випадки на виробництві.

## Дивись також
- Міністерство праці та соціальної політики (Італія)
- INAIL
- INPDAP

1. ↑  Sintesi rendiconto 2017 (PDF). INPS (італ.).
2. ↑  Anagrafe delle biblioteche italiane — 1990.
3. ↑  DECRETO-LEGGE LUOGOTENENZIALE 21 aprile 1919, n. 603. Normattiva (італ.).
4. ↑  LEGGE 9 marzo 1989, n. 88. Normattiva (італ.).
5. ↑  DECRETO-LEGGE 6 dicembre 2011, n. 201. Normattiva (італ.). Art. 21
6. ↑  Intorcia, Mario. L'ordinamento pensionistico (PDF) (італ.). INPS. La tesi prevalente è quella che assimila i contributi previdenziali alle imposte (tesi tributaristica).
7. ↑  Marzio Bartoloni (1 жовтня 2014). Tiziano Treu scelto dal Governo per guidare l'Inps. Il Sole 24 Ore (італ.).
8. ↑  Inps, Tito Boeri nuovo presidente (італ.). Corriere della Sera. 14 грудня 2014.
9. ↑  Comunicato stampa del Consiglio dei Ministri n. 59. Government of Italy (італ.). 21 травня 2019.
10. ↑  Indicator of the equivalent economic situation.
11. ↑  LEGGE 14 novembre 1992, n. 438. Normattiva (італ.).
12. ↑  DECRETO-LEGGE 19 settembre 1992, n. 384. Normattiva (італ.).
13. ↑  Posta Elettronica Certificata gratuita per 3 milioni di italiani. INPS (італ.). 6 жовтня 2009. Архів оригіналу за 22 червня 2010.
14. ↑  Rivista informazione previdenziale. INPS (італ.). Процитовано 20 червня 2019.
15. ↑  Constitution of the Italian Republic (PDF). Senate of the Italian Republic. Art. 38, §4 - Responsibilities under this article are entrusted to entities and institutions established by or supported by the State.
16. ↑  Judgment of the Court of 17 February 1993 In Joined Cases C-159/91 and C-160/91. EUR-Lex. The concept of undertaking within the meaning of Articles 85 and 86 of the Treaty does not encompass organizations charged with the management of social security schemes of the kind referred to in the judgments of the national court.
17. ↑  Charter of Fundamental Rights of the European Union (PDF). Official Journal of the European Communities (C 364/1). 12 грудня 2000 — через European Parliament. Article 34 - Social security and social assistance